# A Ceremony of Carols
Ceremonia de villancicos, Op. 28 (en inglés, A Ceremony of Carols) es una composición musical de Benjamin Britten para coro y arpa.  La obra fue compuesta en el año 1942 mientras el autor estaba llevando a cabo la travesía del Océano Atlántico, en barco, para regresar a Inglaterra.
Movimientos: 
1. Procession ("Procesión")
2. Wolkum yole!
3. There is no Rose ("No hay ninguna rosa")
4. That yonge Child ("Ese joven muchacho")
5. Balulalow
6. As dew in Aprille ("Como el rocío en abril")
7. This litle Babe ("Este pequeño bebé")
8. Interlude ("Interludio")
9. In freezing winter night ("En una helada noche de invierno")
10. Spring Carol ("Villancico de primavera")
11. Deo Gracias ("Gracias a Dios")
12. Recession ("Recesión")